# Alzingen
Alzingen (luxembourgeois : Alzeng) est une section de la commune luxembourgeoise de Hesperange située dans le canton de Luxembourg.

## Histoire
Alzingen était une commune à part entière jusqu'en 1823.

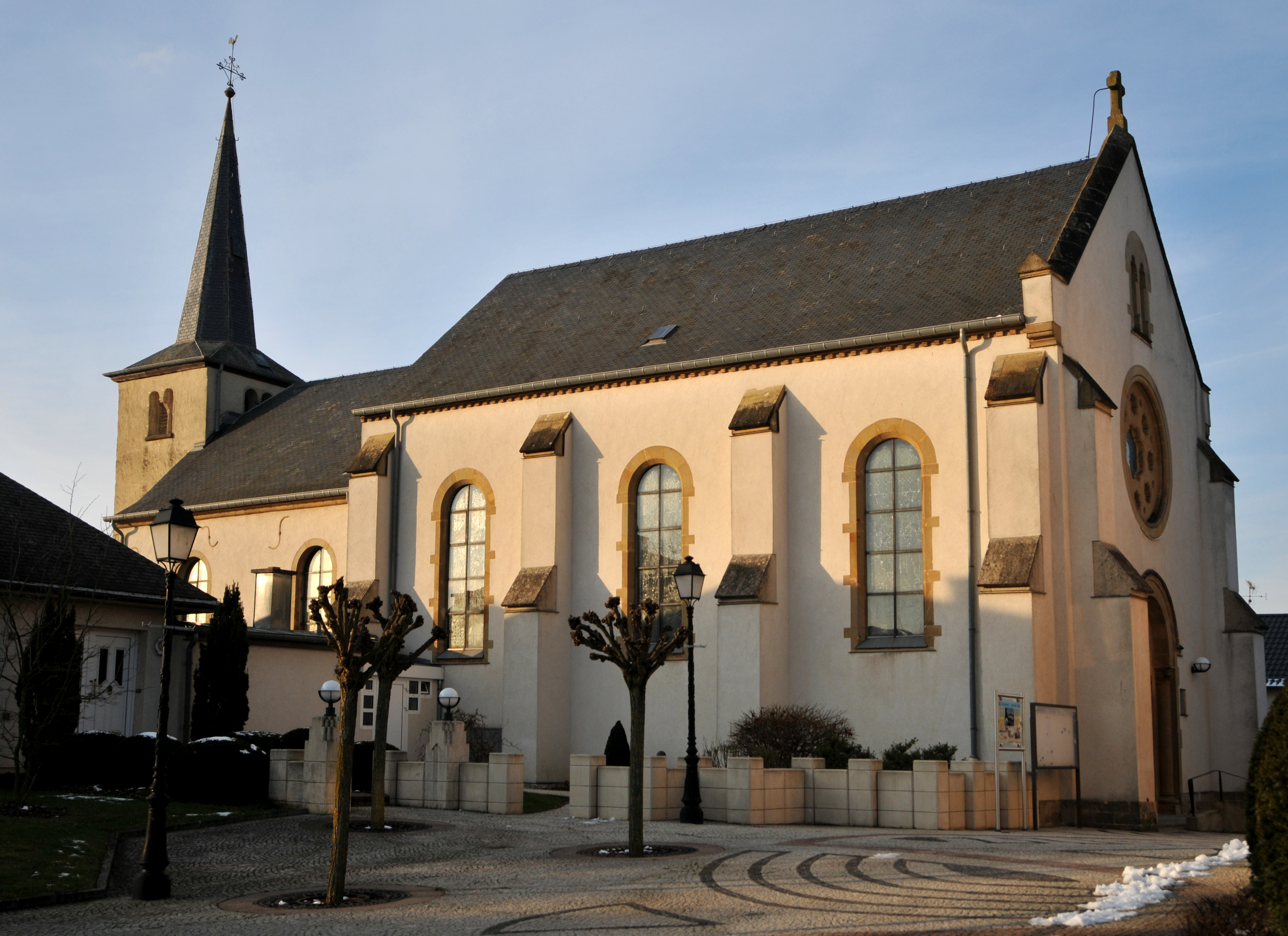
L'église Saint-Joseph-l'Artisan